# Vương quốc Hungary
Vương quốc Hungary từng là một quốc gia nằm ở Trung Âu có phần lãnh thổ mà ngày nay thuộc Hungary, Slovakia, Transilvania (nay thuộc Romania), Ruthenia Karpat (nay thuộc Ukraina), Vojvodina (nay thuộc Serbia), Burgenland (nay thuộc Áo) và các phần lãnh thổ nhỏ khác xung quanh biên giới của Hungary ngày nay. Từ năm 1102, vương quốc này còn bao gồm Croatia (trừ Istria) lúc đấy đang có liên minh cá nhân với Hungary, thống nhất dưới quyền trị vì của vua Hungary. Vương quốc này đã tồn tại gần 1000 năm (1000–1918 và 1920–1946) và tại từng thời điểm khác nhau nó từng được coi là một trong những trung tâm văn hóa của phương Tây

## Kinh tế
Nền kinh tế Hungary trong những năm 1916 đến 1920 nhìn chung khá thấp hơn so với Áo.
Cơ cấu ngành nghề của Hungary khá kém đa dạng , với nông nghiệp là ngành nghề chính chiếm khoảng 3/4 kinh tế, tuy nhiên lúc bấy giờ tại Hungary nông nghiệp còn khá lạc hậu chủ yếu là đa canh với hình thức canh tác truyền thống do đó sản lượng không cao, thu về được ít lợi nhuận còn công nghiệp chỉ chiếm 1/4 kinh tế với ngành chính là dệt may, cơ khí, tàu hỏa . Các nhà máy của Hungary ít khi được cải tiến do chính quyền đang bận với cuộc chiến tranh thế giới lần thứ nhất nên không thể đầu tư nhiều vốn vào công nghiệp được, hơn nữa Hungary không phải vùng công nghiệp chính của đế quốc Đế quốc Áo-Hung nên không được các nhà tư sản đầu tư vốn vào do đó các nhà máy tại đây chỉ sản xuất ra một lượng sản phẩm không quá lớn vì kĩ thuật và máy móc không được cải tiến. Có thể thấy vương quốc Hungary có nền kinh tế còn khá yếu trong Đế quốc Áo-Hung